# Fedák László
Fedák László (szlovákul: Ladislav Fedák, ukránul: Василь Васильoвич Федак , Vaszil Vasziljovics Fedak, oroszul: Василий Васильевич Федак , Vaszilij Vasziljevics Fedak) (Ungvár, 1911. szeptember 15. – Ungvár, 1991. október 20.) egykori labdarúgó, edző. Többszörös kelet-szlovákiai és országos szlovák bajnok. Író és sportújságíró, sportvezető.

## Pályafutása
Az Ungvári népiskolában tanult, 1921-től pedig a helyi tanítószemináriumban folytatta középiskolai tanulmányait és ott kezdődött el labdarúgó-karrierje. 16 évesen bekerült Kárpátalja akkori legjobb sportklubjának, az SK Rusj Ungvár ificsapatába és 1930-ban már a felnőttcsapat kapuvédője volt. Az elkövetkező években a hat kerületi bajnoki cím mellett 1929-1934 között 6-szor győzött a kelet-szlovákiai bajnokságban, ötször volt döntőse (1929, 1930, 1931, 1932, 1935) és kétszer bajnoka (1933, 1936) az országos szlovák bajnokságnak és az 1936/1937-es idényben csapatával kijutott a csehszlovák profiligába. (A játékosok többsége tanár volt és a csapat a távolabb fekvő városokba tartandó mérkőzéseire, Európában az elsők között többnyire repülőgépekkel utazott, s ezért kiérdemelte a repülőtanárok becenevet.) 1936 végén — 1937 elején Ungvárott hozzákezdett a gyermekfoci szervezéséhez. (Idővel a létszám már megközelítette a 120 főt, s ezért az ifjú labdarúgókat négy csoportba osztottak be, hetente kétszer edzéseket tartottak és barátságos, illetve városi bajnoki mérkőzéseket szerveztek számukra. Pontosan ezen versenyek alkalmából derült ki számos olyan fiatal labdarúgó tehetsége, akik már abban az időben emelték Kárpátalja hírnevét messze a megyehatáron és Csehszlovákián túl, majd a magyar, a szovjet Ukrajna-i és a Szovjetunió-béli labdarúgó-bajnokságokban.)
Fedák László 1939-től kezdődően az ungvári ifiknek és egyúttal annak az SK Rusj Ungvár II-nek az edzője lett, amely a magyar bajnokság Keleti Alszövetségének I. osztályában, a Felvidéki csoportban indult, de a végén anyagi okok miatt visszalépett. Az utánpótláscsapat azonban továbbra is az ő irányításával vett részt a bajnokságban. (Az első bécsi döntés (1938. november 2.) értelmében Felvidék és Kárpátalja egyes részeit visszacsatolták Magyarországhoz, és a visszatért területek futballcsapatai bekapcsolódtak a magyar labdarúgó-bajnokságba. Az SK Rusj Ungvár 1939 nyarán az NB B-nek nevezett másodosztály Felvidéki csoportjába került, ahol olyan nagy múltú együttesekkel játszott, mint a Diósgyőri MÁVAG (ma DVTK), a Debreceni VSC, az Ózdi VTK (Ózdi Kohász), a Nyíregyházi TVE, a Perecesi TK, a két salgótarjáni csapat, az SBTC és az SSE, a budapesti BSzKRT (BKV Előre) és BVSC, valamint a visszatért területek egyletei, a Losonci AFC, a Füleki TC, a Kassai SC, a Munkácsi SE, a Beregszászi FTC és az Ungvári AC. Az SK Rusj előbb kiesett az NB III-ba, majd fokozatosan megerősödve egyre feljebb lépett és az 1943/1944-es szezonban a megtisztelő 4. helyett harcolta ki az NB II Északi csoportjában. A következő szezonban több meccset már nem tudott lejátszani a magyar második osztályban, mert jött a front, a bajnokság félbeszakadt, illetve az első osztályú fővárosi csapatok részvételével hadi-bajnokságként decemberig folytatódott. Az Ungvári SK Rusj ezzel befejezte magyarországi szereplését.)
A II. világháborút lezáró párizsi békeszerződések Kárpátalját a Szovjetunióhoz csatolták, és az Ukrajna része lett. Ekkor Fedák többedmagával hozzákezdett egy új ungvári csapat szervezéséhez, s így a korábbi csapattársainak jelentős része és az Ungvári AC több játékosa átkerült az akkor szerveződő Ungvári Szpartak ukrán másodosztályú csapathoz, amely részvételükkel 1946-ban megszerezte az első országos bajnoki címet. Azt megelőzően, az 1945. augusztus 23. – szeptember 6. közötti időszakban Kijevben megrendezésre került az első, háború utáni Szpartakiád. Kárpátalja most már az USzSzK legfiatalabb megyéjeként több mint száz sportolóval képviseltette magát ezen az országos sportviadalon. Fölég a fent említett csapatok játékosaiból álló kárpátaljai labdarúgó-válogatott tarolt, és 58:5‐ös gólkülönbséggel az első helyen végzett. Lényegében ugyanez a csapat eljutott a szovjet kupasorozat negyeddöntőjéig, amelyre Moszkvában került sor 1946. október 13-án a Dinamo Stadionban és amelyben az Ungvári Szpartak akkori ellenfele - az első osztályos Szpartak Moszkva - győzött 5:0-ra, és végül megnyerte a szovjet labdarúgókupát. Mindezen eredmények elérésében Fedák Lászlónak kiemelkedő szerepe volt, mivel addigra ő vált Kárpátalja egyik legelismertebb sportszakértőjévé és a háború utáni években őt választották meg az újonnan létrehozott Kárpátaljai megyei testnevelési és sportbizottság elnökévé (1945–1946). Ebben a beosztásában azonban csak 1946 decemberéig maradhatott, mivel a Sztálin-i rezsim kezei elérték a személyét is: kinevezését alaptalanul visszavonták, majd letartóztatásba helyezték és meggyanúsítottak szovjetellenes tevékenység végzésével. A Kárpátaljai megyei bíróság 1948. december 18. napján őt jogerősen elítélte 25 éves javítómunkára és elküldte egy különleges táborba Kolimára, amely az oroszországi Magadán megyében volt található. A hruscsovi politikai természetű engedmények idején , 1956 márciusában ő idő előtt kiszabadulhatott és ezt követően, egészen a nyugdíjazásáig több éven keresztül az Ungvári Szpartak utánpótláscsapatát irányította (1956–1971). Halála után őt rehabilitálták (1992. február 20.). Fedák László életútja visszatükrözi Kárpátalja testnevelési és sport eredményeinek kialakulását és fejlődését hat évtizeden keresztül. Hosszú pályafutása során ő felnevelt számos híres labdarúgót, így többek között Mihalina Mihály és Reskó István szovjet érdemes sportmestereket.

## Sikerei, díjai
Szlovák bajnokság
- bajnok (2): 1933, 1936
- 2. hely(5): 1929, 1930, 1931, 1932, 1935

Csehszlovák bajnokság
- 11. hely (1): 1937

## Ajánlott irodalom
- Fedák László. Kárpátalja a sporteredmények tükrében (5-8. oldal). Ungvár: Karpati (1994) (ukránul)
- Krajnyanica Péter. A kárpátaljai labdarúgás története (181-184. oldal). Ungvár: Karpati (2004) (ukránul)
- Mihalina László. Otthon minden kő megsegít... (25-26. oldal). Vác: Kucsák Könyvkötészet és Nyomda (2011)

## Fordítás
- Ez a szócikk részben vagy egészben  a(z)   Федак Василь Васильович című ukrán Wikipédia-szócikk ezen változatának fordításán alapul.  Az eredeti cikk szerkesztőit annak laptörténete sorolja fel. Ez a jelzés csupán a megfogalmazás eredetét és a szerzői jogokat jelzi, nem szolgál a cikkben szereplő információk forrásmegjelöléseként.